# Gesnes-le-Gandelin
Gesnes-le-Gandelin és un municipi francès situat al departament del Sarthe i a la regió de País del Loira. L'any 2007 tenia 971 habitants.

## Demografia

### Població
El 2007 la població de fet de Gesnes-le-Gandelin era de 971 persones. Hi havia 361 famílies de les quals 79 eren unipersonals (21 homes vivint sols i 58 dones vivint soles), 112 parelles sense fills, 162 parelles amb fills i 8 famílies monoparentals amb fills.
La població ha evolucionat segons el següent gràfic:
Habitants censats

### Habitatges
El 2007 hi havia 423 habitatges, 368 eren l'habitatge principal de la família, 33 eren segones residències i 22 estaven desocupats. 419 eren cases i 3 eren apartaments. Dels 368 habitatges principals, 293 estaven ocupats pels seus propietaris, 69 estaven llogats i ocupats pels llogaters i 5 estaven cedits a títol gratuït; 4 tenien una cambra, 24 en tenien dues, 57 en tenien tres, 94 en tenien quatre i 189 en tenien cinc o més. 301 habitatges disposaven pel capbaix d'una plaça de pàrquing. A 170 habitatges hi havia un automòbil i a 173 n'hi havia dos o més.

### Piràmide de població
La piràmide de població per edats i sexe el 2009 era:
| Homes | Edats   | Dones |
| ----- | ------- | ----- |
| 0     | 95 o +  | 0     |
| 0     | 90 a 94 | 8     |
| 0     | 85 a 89 | 0     |
| 0     | 80 a 84 | 0     |
| 8     | 75 a 79 | 28    |
| 8     | 70 a 74 | 8     |
| 36    | 65 a 69 | 8     |
| 16    | 60 a 64 | 28    |
| 8     | 55 a 59 | 12    |
| 24    | 50 a 54 | 20    |
| 24    | 45 a 49 | 16    |
| 28    | 40 a 44 | 20    |
| 20    | 35 a 39 | 32    |
| 40    | 30 a 34 | 32    |
| 24    | 25 a 29 | 40    |
| 28    | 20 a 24 | 24    |
| 12    | 15 a 19 | 16    |
| 24    | 10 a 14 | 36    |
| 40    | 5 a 9   | 36    |
| 32    | 0 a 4   | 36    |

## Economia
El 2007 la població en edat de treballar era de 588 persones, 462 eren actives i 126 eren inactives. De les 462 persones actives 428 estaven ocupades (228 homes i 200 dones) i 33 estaven aturades (10 homes i 23 dones). De les 126 persones inactives 44 estaven jubilades, 45 estaven estudiant i 37 estaven classificades com a «altres inactius».

### Ingressos
El 2009 a Gesnes-le-Gandelin hi havia 367 unitats fiscals que integraven 972,5 persones, la mediana anual d'ingressos fiscals per persona era de 17.398 €.

### Activitats econòmiques
Dels 18 establiments que hi havia el 2007, 1 era d'una empresa extractiva, 1 d'una empresa de fabricació d'altres productes industrials, 6 d'empreses de construcció, 1 d'una empresa de comerç i reparació d'automòbils, 2 d'empreses d'hostatgeria i restauració, 1 d'una empresa d'informació i comunicació, 4 d'empreses de serveis, 1 d'una entitat de l'administració pública i 1 d'una empresa classificada com a «altres activitats de serveis».
Dels 6 establiments de servei als particulars que hi havia el 2009, 3 eren fusteries, 2 lampisteries i 1 perruqueria.
L'any 2000 a Gesnes-le-Gandelin hi havia 16 explotacions agrícoles que ocupaven un total de 312 hectàrees.

## Equipaments sanitaris i escolars
El 2009 hi havia una escola elemental.

## Poblacions més properes
El següent diagrama mostra les poblacions més properes.